# Лідінге (місто)
Лі́дінге — місто в Швеції, адміністративний центр комуни Лідінге лену Стокгольм.
Місто розташоване на острові Лідінгеландет. Тут знаходиться відомий сад скульптур Міллесгорден.

## Історія
Лідінге як окреме селище чи торгове містечко (köping) сформоване 1910 року. Статус міста отримало 1926 року. У 1971 році включене до складу комуни Лідінге.

## Герб міста
Герб міста було створено й затверджено 1628 року. На гербі у синьому полі був зображений золотий корабель вікінгів.
Після адміністративно-територіальної реформи, проведеної у Швеції на початку 1970-х років, муніципальні герби стали використовуватися лишень комунами. Тому з 1974 року цей герб представляє комуну Лідінге, а не місто.

## Населення
Населення становить 31 561 осіб (2010).

## Посольство України
У Лідінге за адресою вул. Шернавеген, 2-А, Лідінге, 181-34 (Stjärnvägen 2a, 181 34 Lidingö) знаходиться Посольство України в Королівстві Швеція.

## Галерея

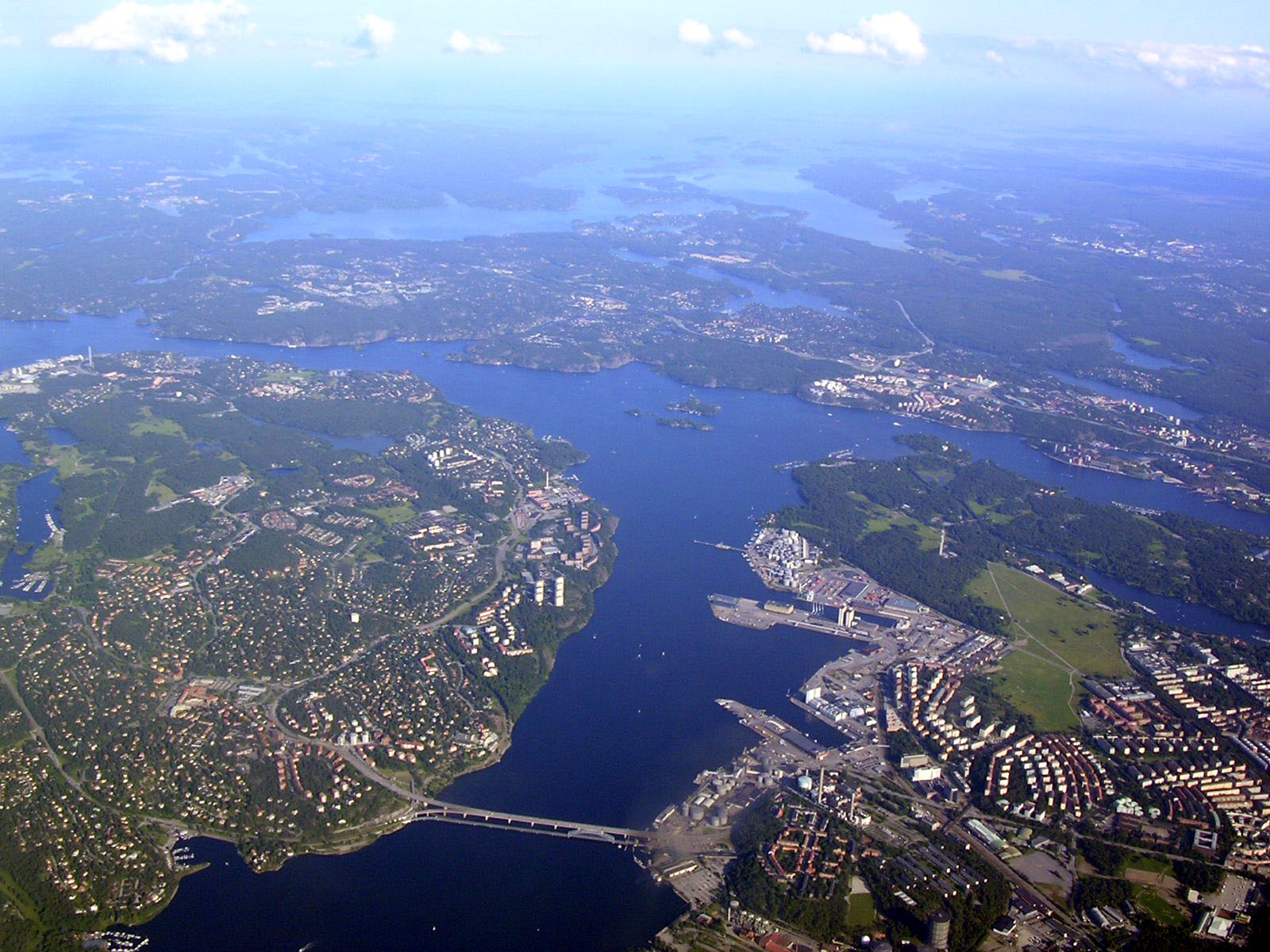
Вид на Лідінге (ліворуч)
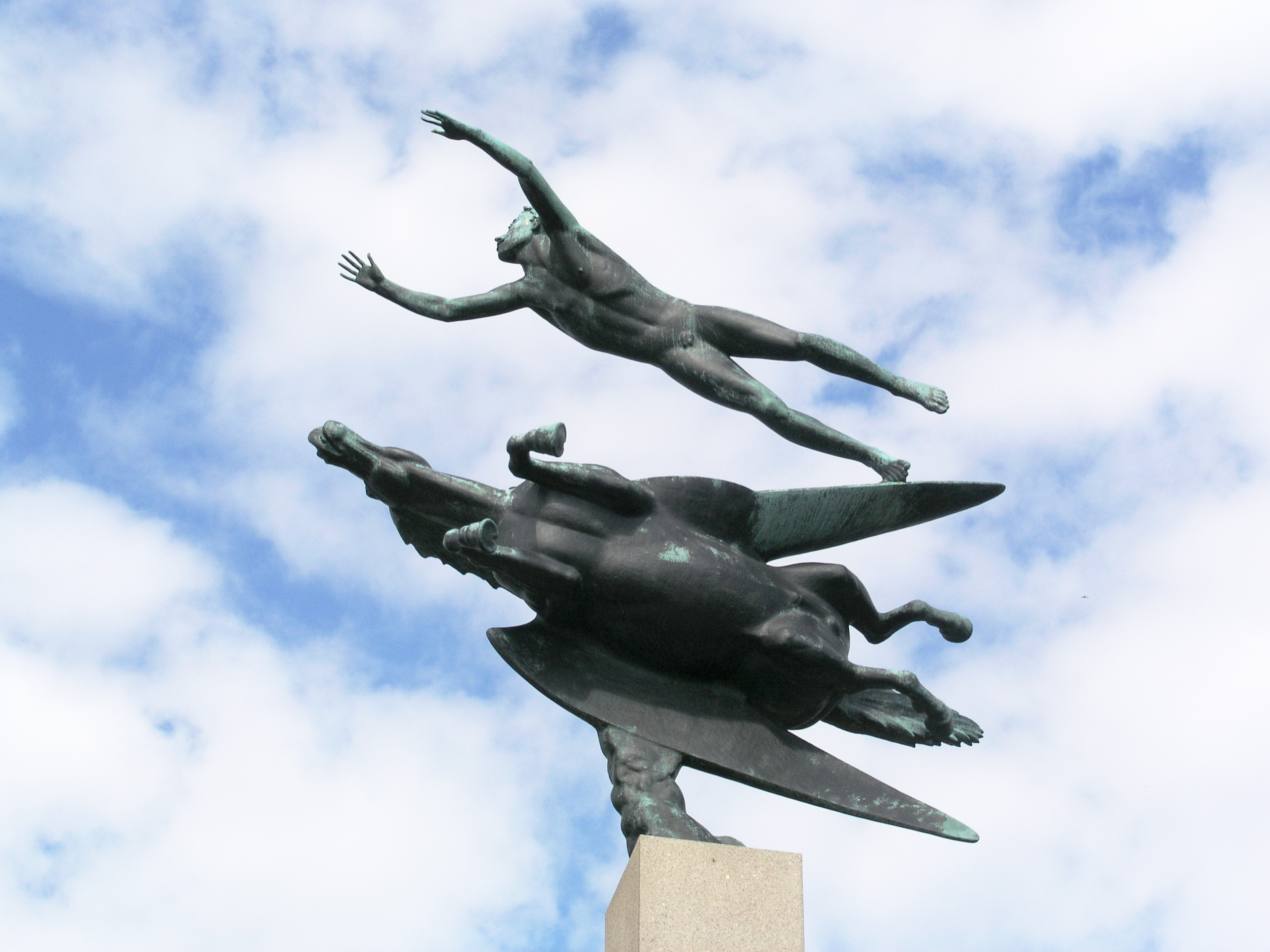
Людина і Пегас (Міллесгорден)
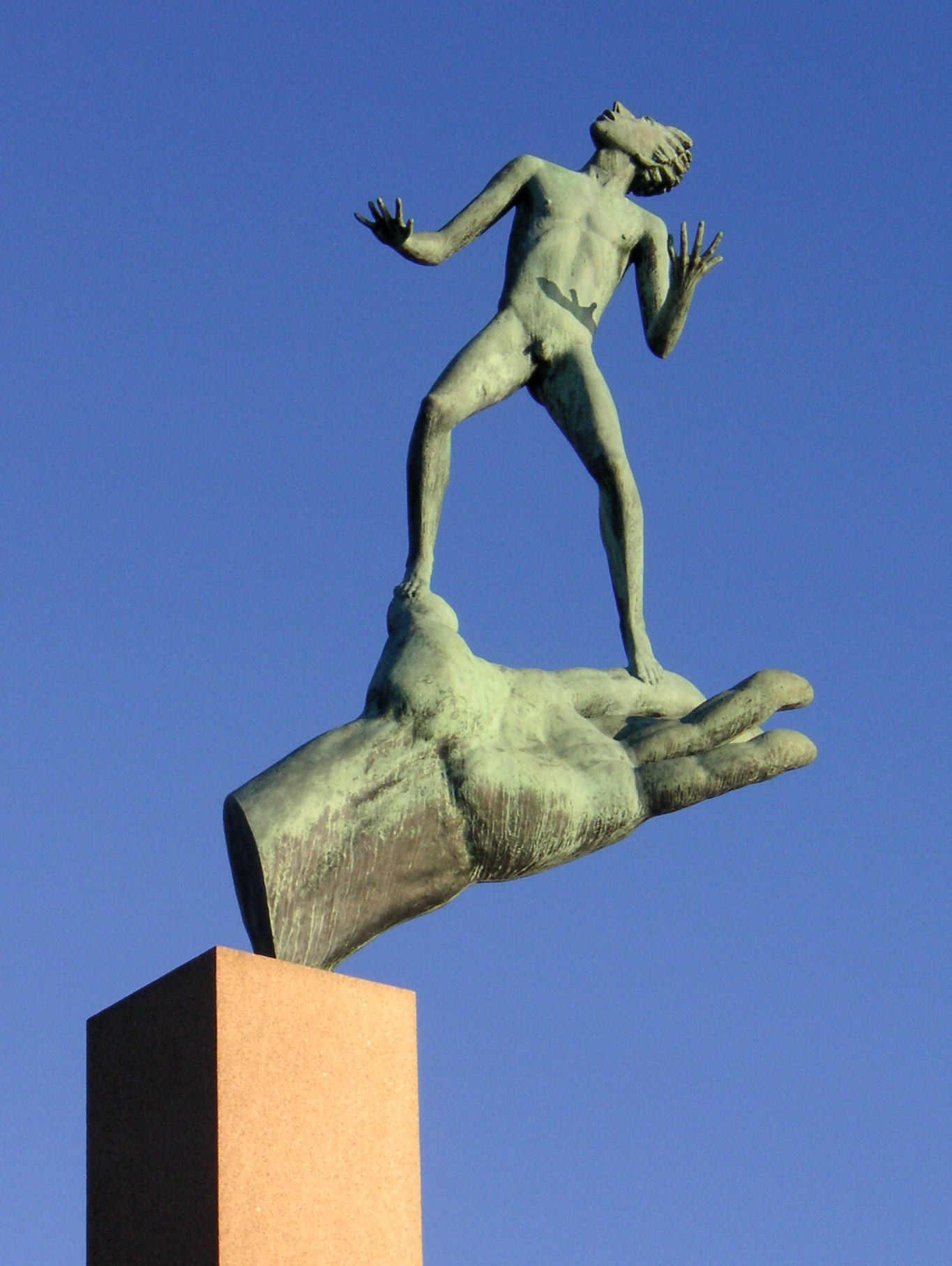
Рука Бога (Міллесгорден)
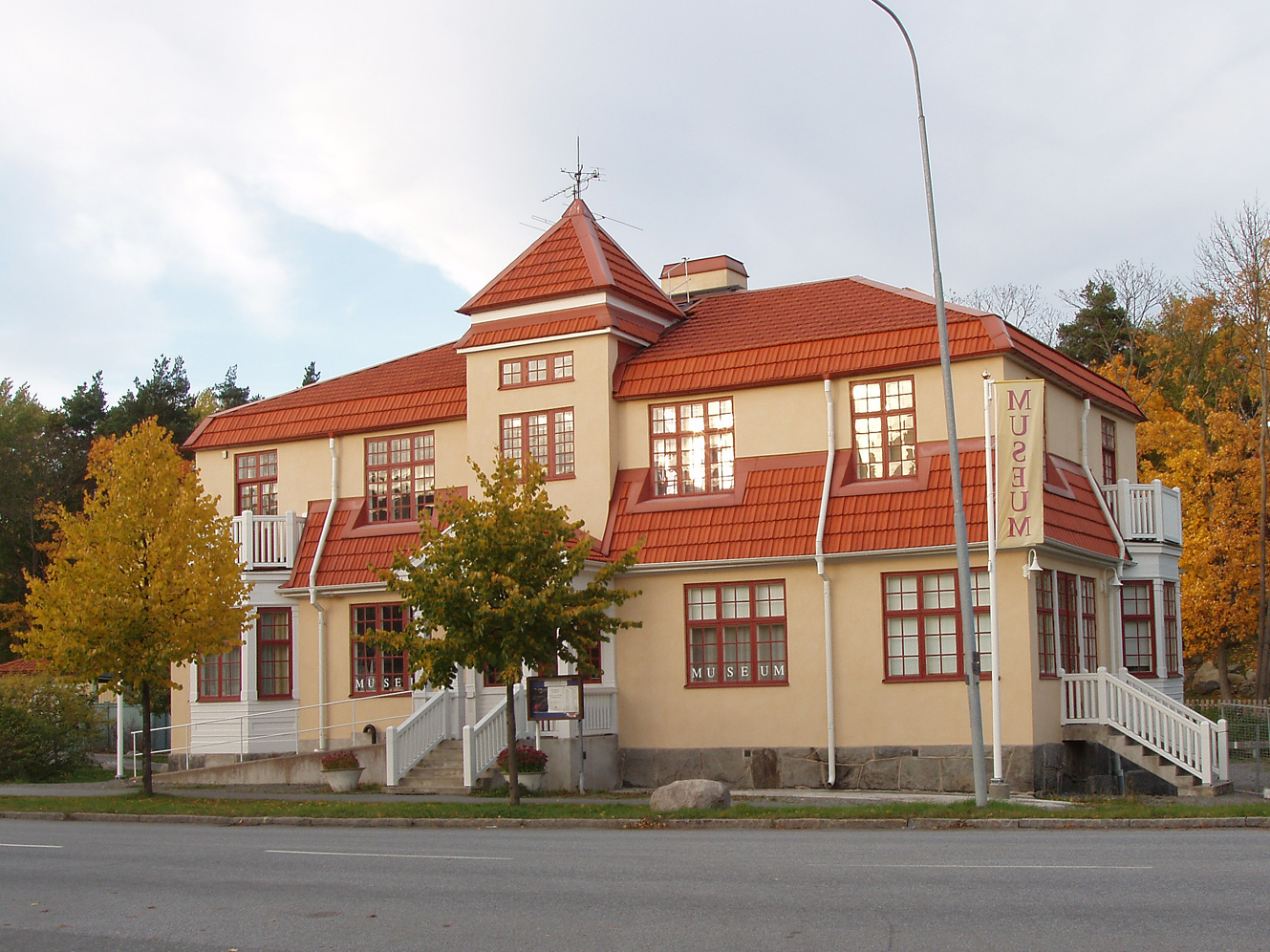
Народний музей